# Puchar Europy w Lekkoatletyce 1967 – półfinał kobiet (Drezno)
Półfinał pucharu Europy w lekkoatletyce w 1967 kobiet odbył się 16 lipca w Dreźnie. Był to jeden z trzech półfinałów. Pozostałe odbyły się w Oslo i Wuppertalu.
Wystąpiło pięć zespołów, z których dwa najlepsze awansowały do finału.

## Klasyfikacja generalna
| Poz. | Reprezentacja | Punkty |
| ---- | ------------- | ------ |
| 1    | NRD           | 45     |
| 2    | Węgry         | 39     |
| 3    | Holandia      | 36     |
| 4    | Bułgaria      | 29     |
| 5    | Włochy        | 15     |

## Wyniki indywidualne
Kolorami oznaczono zawodniczki reprezentujące zwycięskie drużyny.

### Bieg na 100 metrów
| Lp. | Państwo  | Zawodniczka        | Wynik |
| --- | -------- | ------------------ | ----- |
| 1.  | NRD      | Renate Heldt       | 11,5  |
| 2.  | Węgry    | Margit Nemesházi   | 11,6  |
| 3.  | Holandia | Wilma van den Berg | 11,7  |
| 4.  | Włochy   | Patrizia Seriau    | 12,1  |
| 5.  | Bułgaria | Sasza Warbanowa    | 12,4  |

### Bieg na 200 metrów
| Lp. | Państwo  | Zawodniczka          | Wynik |
| --- | -------- | -------------------- | ----- |
| 1.  | Węgry    | Annamária Tóth       | 23,9  |
| 2.  | Holandia | Truus Hennipman      | 24,0  |
| 3.  | NRD      | Ingrid Tiedtke       | 24,3  |
| 4.  | Włochy   | Donata Govoni        | 24,7  |
| 5.  | Bułgaria | Iwanka Koszniczarska | 25,5  |

### Bieg na 400 metrów
| Lp. | Państwo  | Zawodniczka      | Wynik |
| --- | -------- | ---------------- | ----- |
| 1.  | Holandia | Lia Louer        | 54,4  |
| 2.  | Węgry    | Antónia Munkácsi | 56,3  |
| 3.  | NRD      | Brigitte Flach   | 56,7  |
| 4.  | Bułgaria | Lilana Tomowa    | 58,0  |
| 5.  | Włochy   | Luisa Cesari     | 58,8  |

### Bieg na 800 metrów
| Lp. | Państwo  | Zawodniczka      | Wynik  |
| --- | -------- | ---------------- | ------ |
| 1.  | NRD      | Waltraud Pöhlitz | 2:05,1 |
| 2.  | Węgry    | Zsuzsa Szabó     | 2:06,2 |
| 3.  | Holandia | Mia Gommers      | 2:06,4 |
| 4.  | Włochy   | Paola Pigni      | 2:07,8 |
| 5.  | Bułgaria | Wasiłena Amzina  | 2:13,0 |

### Bieg na 80 metrów przez płotki
| Lp. | Państwo  | Zawodniczka    | Wynik |
| --- | -------- | -------------- | ----- |
| 1.  | Bułgaria | Sneżana Żałowa | 11,0  |
| 2.  | Węgry    | Annamária Tóth | 11,1  |
| 3.  | Holandia | Mieke Sterk    | 11,2  |
| 4.  | Włochy   | Carla Panerai  | 11,2  |
| –   | NRD      | Karin Balzer   | DNF   |

### Sztafeta 4 × 100 metrów
| Lp. | Państwo  | Zawodniczki                                                          | Wynik |
| --- | -------- | -------------------------------------------------------------------- | ----- |
| 1.  | Węgry    | Eta Kispál Margit Nemesházi Györgyi Balogh Annamária Tóth            | 45,4  |
| 2.  | NRD      | Renate Heldt Dagmar Richter Ingrid Tiedtke Angela Vogel              | 45,6  |
| 3.  | Holandia | Wilma van den Berg Mirna Jansen Truus Hennipman Mieke Sterk          | 45,6  |
| 4.  | Bułgaria | Iwanka Koszniczarska Sneżana Żałowa Sneżana Jurukowa Sasza Warbanowa | 47,4  |
| 5.  | Włochy   | Donata Govoni Patrizia Seriau Daniela Spampani Cecilia Molinari      | 47,4  |

### Skok wzwyż
| Lp. | Państwo  | Zawodniczka         | Wynik  |
| --- | -------- | ------------------- | ------ |
| 1.  | NRD      | Rita Schmidt        | 1,76 = |
| 2.  | Bułgaria | Jordanka Błagoewa   | 1,70   |
| 3.  | Holandia | Marjan Thomas       | 1,67   |
| 4.  | Węgry    | Anna Noszály        | 1,64   |
| 5.  | Włochy   | Luciana Giamperlati | 1,64   |

### Skok w dal
| Lp. | Państwo  | Zawodniczka       | Wynik |
| --- | -------- | ----------------- | ----- |
| 1.  | NRD      | Bärbel Löhnert    | 6,30  |
| 2.  | Holandia | Corrie Bakker     | 6,30  |
| 3.  | Bułgaria | Diana Jorgowa     | 6,22  |
| 4.  | Węgry    | Eta Kispál        | 6,09  |
| 5.  | Włochy   | Magalì Vettorazzo | 5,48  |

### Pchnięcie kulą
| Lp. | Państwo  | Zawodniczka        | Wynik |
| --- | -------- | ------------------ | ----- |
| 1.  | NRD      | Margitta Gummel    | 17,68 |
| 2.  | Bułgaria | Iwanka Christowa   | 16,25 |
| 3.  | Węgry    | Judit Bognár       | 16,14 |
| 4.  | Holandia | Els van Noorduyn   | 16,06 |
| 5.  | Włochy   | Silvana Forcellini | 13,29 |

### Rzut dyskiem
| Lp. | Państwo  | Zawodniczka        | Wynik |
| --- | -------- | ------------------ | ----- |
| 1.  | NRD      | Karin Illgen       | 57,96 |
| 2.  | Węgry    | Jolán Kleiber      | 57,24 |
| 3.  | Bułgaria | Wasiłka Małuszewa  | 47,86 |
| 4.  | Holandia | Jet van de Giessen | 44,74 |
| 5.  | Włochy   | Silvana Forcellini | 35,18 |

### Rzut oszczepem
| Lp. | Państwo  | Zawodniczka            | Wynik |
| --- | -------- | ---------------------- | ----- |
| 1.  | NRD      | Helga Schulze          | 50,96 |
| 2.  | Holandia | Greet Versterre        | 49,58 |
| 3.  | Bułgaria | Żużana Żelaskowa       | 48,22 |
| 4.  | Węgry    | Irén Krajcsovics       | 47,14 |
| 5.  | Włochy   | Anna Maria Mazzacurati | 44,68 |